# 日本女子体育大学附属二階堂高等学校
日本女子体育大学附属二階堂高等学校（にほんじょしたいいくだいがくふぞくにかいどうこうとうがっこう）は、東京都世田谷区松原二丁目に所在する私立高等学校、女子校である。日本女子体育大学の附属学校。

## 概要
日本女子体育大学の系列校であり、校名の長さから二階堂高校と略されることがある。
前身は日本女子体育大学とともに1922年（大正11年）創立の二階堂体操塾であるとされ、1948年（昭和23年）に新制高校として開校。もともと二階堂高等学校が校名であったが、1989年（平成元年）より日本女子体育大学附属を冠した校名に改称された。学業優先と事前届出を条件に芸能活動を認めている。

## 沿革
- 1948年 - 二階堂高等学校として設立
- 1988年 - 現校名に改称
- 2009年 - 総合進学・体育・保健福祉のコース体制となる

## 設置学科
- 全日制 普通科　
  - 総合進学コース
  - 体育コース
  - 保健福祉コース

## 著名な出身者
- 樋口久子[1]（女子プロゴルファー、日本女子プロゴルフ協会相談役）
- 金妙実（瀬尾妙実）（フィギュアケート 2年生より転入）
- 信田美帆（元体操選手、タレント）
- 瀬尾京子（元体操選手）
- 真田マキ子（元体操選手）
- 望月のり子（元体操選手）
- 森村幸子（元体操選手）
- 田中琴乃（元新体操選手）
- 藤本梨恵（元プロボクサー、オートレーサー）
- 芳賀千里（元アーティスティックスイミング選手、2015年第47代ミス日本グランプリ受賞）
- 江副令子（元短距離走選手）
- チャパリータASARI [2]（元プロレスラー）
- 紀和鏡（小説家）
- ビーバー（元タレント・元女優）
- 三東ルシア (元女優)
- 水沢アキ (女優)
- 安永亜衣（元女優）
- 堀北真希（元女優）
- 土屋太鳳（女優、モデル）
- 久松郁実（女優、モデル）
- 内山理名（女優、モデル） - 芸能活動優先の為、神奈川県立小田原城東高等学校より転校。
- 佐藤ひでこ（ピアニスト 2年生より転入）

## 交通
- 京王線・井の頭線明大前駅 徒歩4分

## 系列校
- 日本女子体育大学
- 我孫子二階堂高等学校

## 脚註
1. ↑  “選手名鑑　樋口久子”.   (社)日本女子プロゴルフ協会 (2007年7月1日). 2007年7月1日時点のオリジナルよりアーカイブ。2024年6月6日閲覧。
2. ↑  “チャパリータＡＳＡＲＩ　152センチでもド肝抜く離れ業でファン魅了”. 東スポWEB (東京スポーツ新聞社). (2023年9月4日).  オリジナルの2023年9月4日時点におけるアーカイブ。 {{cite news}}: |archive-date=と|archive-url=の日付が異なります。（もしかして：2023年9月5日） (説明)⚠